# Rio Prêto do Igapó-Açu
Rio Prêto do Igapó-Açu är ett vattendrag i Brasilien.   Det ligger i delstaten Amazonas, i den centrala delen av landet, 1 800 km nordväst om huvudstaden Brasília.
I omgivningen kring Rio Prêto do Igapó-Açu växer i huvudsak städsegrön lövskog. Området är nästan obefolkat, med mindre än två invånare per kvadratkilometer.